# Station Gestel (Frankrijk)
Station Gestel is een spoorweghalte in de Franse gemeente Gestel. Zij wordt bediend door treinen van het netwerk TER Bretagne op het traject Lorient - Quimper.